# Giacomo Caprotti

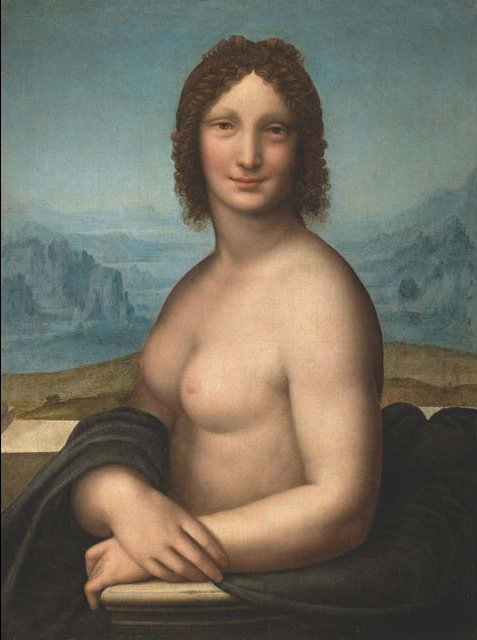
Mona Vanna (również: Monna Vanna)

Giacomo Caprotti (znany również pod przezwiskiem Salai, Salaino, pełnie imię: Giovanni Giacomo di Pietro Caprotti, Giangiacomo di Pietro Caprotti, zm. 15 stycznia 1524) – artysta i uczeń Leonarda da Vinci.

## Życiorys
Pochodził z Oreno, leżącego nieopodal Monzy, kilkanaście kilometrów na północ od Mediolanu. Niewiele wiadomo o jego ojcu. Miał on na imię Pietro, przypuszczalnie był skromnym wieśniakiem, ale na tyle zamożnym, by móc pokryć koszty pobytu syna w warsztacie Leonarda. Miał on troje dzieci, oprócz syna Giacoma dwie córki. Jedna z nich miała na imię Lorenziola.
Giacomo Caprotti dołączył do pracowni Leonarda pod koniec lipca 1490 roku, gdy Leonardo przebywał w Pawii lub powrócił stamtąd do Mediolanu. W warsztacie pracował prawdopodobnie jako pomocnik Leonarda (famiglio) i model. W warsztacie otrzymał on przydomek przezwisko „Salai” (tłumaczone na: „demon”, „mały czort”, „licho”, „mały diabeł”). Przydomek ten mógł pochodzić z utworu Morgante maggiore, wydanego w 1482 roku. Niekiedy chłopiec był nazywany również jako „Salaino” (zdrobnienie od „Salai”), co w późniejszych latach doprowadziło do błędnego utożsamiania Salaia z Andreą Solariem, malarzem naśladującym styl Leonarda. Salai pojawia się w notatkach Leonarda jako sprawiający trudności wychowawcze chłopiec, który dopuszczał się kradzieży i przywłaszczeń pieniędzy, ale również był rozpuszczony przez mentora. 
Znany jest ogólny wygląd Salaia za sprawą zachowanych rysunków. Jest on przedstawiany jako młodzieniec o gęstych lokach. Najbardziej prawdopodobnym portretem Salaia są bliźniacze profile w Windsorze, narysowane sangwiną i czarną kredką. Jeden rysunek naniesiono na różowy papier preparowany, drugi na biały. Część z nich jest błędnie uznawana za jego portrety. Błędnie podaje się, że Giacomo Caprotti został narysowany na kartonie ze zbiorów windsorskich z florencką Madonna z Dzieciątkiem. Postać Przyjemności z Alegorii Przyjemności i Cierpienia ma twarz Salaia. Być może wizerunek Salaia został uwieczniony na obrazie Narcyz Giovanniego Boltraffia. Według relacji Vasariego Giacomo Caprotti był przystojnym mediolańczykiem.
Leonardo utrzymywał z Giacomem Caprottim związek homoseksualny, z czasem został utrzymankiem malarza. Giovanni Paolo Lomazzo napisał w Sogni e raggionamenti z ok. 1564 roku fikcyjny dialog pomiędzy Fidiaszem a Leonardem, w którym grecki rzeźbiarz wypytuje włoskiego malarza, czy bawił się w „grę odtylną”. W odpowiedzi Leonardo przyznaje, że wielokrotnie grał w tę grę z bliżej nieokreślonym młodzieńcem, zwłaszcza gdy ten miał piętnaście lat. Lomazzo miał tu na myśli relację pomiędzy Leonardem a Giacomem Caprottim. Vasari nazywając asystenta Leonarda mianem vago (urodziwy, uroczy, wdzięczny) również sugeruje, że Leonardo utrzymywał relację z uczniem. W Kodeksie Atlantyckim znajduje się rysunek przedstawiający dwa penisy, którym doprawiono nogi. Jeden z nich próbuje wejść do koła bądź dziury podpisanej jako „Salai”. Rysunek ten jest autorstwa jednego uczniów Leonarda. Charles Nicholl sugeruje, że za przezwiskiem „Salai” kryje się gra słów związana z warsztatem: salare, które oprócz pierwotnego znaczenia (solić, przyprawiać, peklować) jest potocznym określeniem na uciekanie od pracy. Stąd salai (dosł. dałem dyla) odnosi się do lenistwa ucznia.
Innym zadaniem Giacoma Caprottiego była pomoc przy malowaniu obrazów. Z zachowanych źródeł wiadomo, że Salai pracował przy Ostatniej Wieczerzy. Z czasem stał się biegłym kopistą Leonarda. Przypisuje mu się namalowanie Mona Vanny (również: Monna Vanna), znajdującej się w zbiorach Ermitażu. Mona Vanna ma zapożyczenia z Mona Lisy i Ledy z łabędziem. W latach 20. XVI wieku namalował nową wersję Jana Chrzciciela. Prawdopodobnie jest również autorem rysunku Anioł wcielony, przedstawiający anioła z kobiecym biustem i penisem we wzwodzie. Antonina Vallentin podaje, że żadne dzieło Caprottiego nie było powszechnie znane. Ponadto historyk sztuki określiła jego prace jako raczej słabe.
W styczniu 1505 roku oferował Izabeli d’Este namalowanie obrazu na dowolny temat. Markiza Mantui nie skorzystała z propozycji.
Około 1510 roku Giacomo Caprotti odpowiadał za zarządzanie winnicą, należącą do Leonarda. We wrześniu 1514 roku majątek wynajął Antoniowi Medzie. Gdy w 1516 roku Leonardo przeprowadzał się do Francji na dwór króla Franciszka I Walezjusza, Caprotti podjął decyzję o pozostaniu we Włoszech. Zamieszkał pod Wenecją, przy winnicy należącej do Leonarda zbudował swój dom oraz założył rodzinę. W latach 1516–1519 odbył kilka podróży do Francji, gdzie odwiedzał Leonarda. Nie był obecny przy spisywaniu testamentu Leonarda. Po śmierci Leonarda w 1519 roku odziedziczył połowę winnicy (druga połowa przypadła Giovanniemu Battiście de Vilanisie, innemu słudze Leonarda). Druga połowa przypadła słudze Leonarda Battiście de Villanis. W nieznany sposób zdobył on obrazy Leonarda da Vinci, które odziedziczył Francesco Melzi.
W 1523 roku poślubił Biancę Caldiroli.
Zmarł nagle 15 stycznia 1524 roku w wyniku zestrzelenia z kuszy. Po jego śmierci sporządzono spis jego majątku. Na liście znalazły się obrazy: Mona Lisa (zapisaną pod tytułem „La Honda”), Święta Anna Samotrzecia, Leda z łabędziem oraz San Girolamo (św. Hieronima). Nie wiadomo, czy faktycznie były to oryginały czy kopie namalowane przez Salaia. Część obrazów przejął Franciszek I Walezjusz w latach 30. XVI wieku.